# Маргерит Јурсенар
Маргерит Јурсенар (фр. Marguerite Yourcenar; Брисел, 8. јун 1903 — Бар Харбор, 17. децембар 1987) је била француска романсијерка, приповедатељка и есејисткиња. Стекла је светску славу својим историјским и метафизичким романима, у којима доминирају ликови из далеке прошлости. Посебно је позната по роману „Хадријанови мемоари“.

## Биографија
Родила се у Бриселу као Маргерит Антоанет Жан Мари Гизлен Кленеверк де Крејанкур, у мешовитој француско-белгијској породици. Мајка јој је умрла десет дана после порођаја, те се о њеном васпитању бринула бака. Отац је још у детињству усмерио и усадио јој љубав према класичној грчкој и римској култури, а Маргерит је почела да пише већ у раној младости. Први роман „Алексис или трактат о узалудној борби“ објавила је 1929. Њено интересовање за оријент, средњи век и антику допринело је низ дела у међуратном периоду, од којих су посебно занимљиве „Оријенталне приче“ (1938), са три теме из српске епске традиције („Осмех Краљевића Марка“, „Зидање Скадра“ и „Смрт Краљевића Марка“).
Светску славу стекла је романима „Хадријанови мемоари“ (1951) и „Црна мена“ (1968). Највећи део живота проживела је у Америци, у коју је отишла почетком Другог светског рата, на позив универзитетске професорке Грејс Фрик, да би њих две остале нераздвојене заувек. Маргерит Јурсенар је прва жена која је изабрана у Француску академију 6. марта (1980). И друга њена књижевна дела („Опроштајни ударац“, „Лавиринт“, „Алексис“, „Легенде векова“, „Венац и лира“...) заокружују њен књижевни опус.
Била је члан Француске академије, на позицији 3, у периоду 1980-1987. Постоји филм Осмех Маргарет Јурсенар.